# Colpatria
Grupo Colpatria o Mercantil Colpatria S.A. es un conglomerado empresarial colombiano, propiedad de los hermanos Pacheco Cortés, siendo una sociedad inversionista o controlante de diferentes empresas relacionadas principalmente con servicios financieros y construcción.

## Historia
El 3 de noviembre de 1955, un grupo de inversionistas liderado por Carlos Pacheco Devia crean la Sociedad Colombiana de Capitalización. Más adelante, Pacheco en 1958 crea las empresas «Seguros de Vida Patria», orientado a la cobertura de riesgos a individuos, y «Seguros Patria S.A» para seguros generales.
En 1961, crea la Entidad Financiera Colombiana de Inversiones S.A. En 1969, adquiere Banco de la Costa.
En 1972, crea el sistema Upac para la financiación de vivienda. En 1977, el grupo crea Constructora Colpatria. Se crean nuevos negocios como una sociedad financiera, una compañía de leasing (arrendamiento financiero) y una empresa de salud. 
En 1978 inaugura el que fuera por varias décadas el edificio más alto de Bogotá, la Torre Colpatria con una altura de 196 mts.
Durante los años 1990, el grupo lanza al mercado una sociedad fiduciaria, un fondo de pensiones y cesantías y la Administradora de Riesgos Profesionales. En 1994 Colpatria compró por más de 40 000 millones de pesos el 51% de la Corporación de Ahorro y Vivienda Corpavi. Esta se fusiona con CAV Upac Colpatria dos años después. 
En 1997, deciden crear al grupo Mercantil Colpatria S.A. como holding de los diferentes negocios y fusionar  a la sociedad financiera y a la corporación de ahorro y vivienda, al que se uniría el Banco en 1998 para dar origen a Multibanca Colpatria.
En 2007, GE Capital, el brazo financiero de General Electric, adquiere el 50% del accionario del Banco Colpatria. Esta vende su participación a Colpatria en 2011.
En 2012, la multinacional canadiense Scotiabank adquiere el 51% de Banco Colpatria. y cambia su denominación por Scotiabank Colpatria.
El 11 de noviembre de 2013, la multinacional francesa AXA adquiere el 51% de las operaciones de Colpatria en el negocio de seguros mixtos.
En 2018 Scotiabank Colpatria compra a Citi Colombia el negocio de Consumo y el de Pequeñas y Medianas Empresas,  convirtiéndose en un importante líder en el segmento de tarjetas de crédito en Colombia.
El 6 de enero de 2025 Grupo Colpatria anuncia la firma de un acuerdo para vender su participación restante (43,9%) en Scotiabank Colpatria a Scotiabank, a su vez Scotiabank y Davivienda anuncian un acuerdo de fusión en algunos países latinoamericanos por medio de la cual Scotiabank pasará a tener el 20% de Davivienda, y esta última absorberá a Scotiabank Colpatria (Colombia) y Scotiabank Panamá y costa Rica, operaciones que en todo caso estarán sujetas a aprobaciones regulatoria durante todo el año 2025.